# Sisyrinchium hitchcockii
Sisyrinchium hitchcockii är en irisväxtart som beskrevs av Douglass M.Hend. Sisyrinchium hitchcockii ingår i släktet gräsliljor, och familjen irisväxter. Inga underarter finns listade i Catalogue of Life.